# Норт-Форт-Майерс
Норт-Форт-Майерс (англ. North Fort Myers) — статистически обособленная местность, расположенная в округе Ли (штат Флорида, США) с населением в 40 214 человек по статистическим данным переписи 2000 года.

## География
По данным Бюро переписи населения США, статистически обособленная местность Норт-Форт-Майерс имеет общую площадь в 141,41 квадратных километров, из которых 136,23 кв. километров занимает земля и 5,18 кв. километров — вода. Площадь водных ресурсов округа составляет 3,66 % от всей его площади.
Статистически обособленная местность Норт-Форт-Майерс расположена на высоте 1 м над уровнем моря.

## Демография
| Год переписи        | Нас.  |  | %±     |
| ------------------- | ----- |  | ------ |
| 1970                | 8798  |  | —      |
| 1980                | 22808 |  | 159,2% |
| 1990                | 30027 |  | 31,7%  |
| 2000                | 40214 |  | 33,9%  |
| 1970–2000 Источник: |       |  |        |

По данным переписи населения 2000 года, в Норт-Форт-Майерс проживало 40 214 человек, 12 539 семей, насчитывалось 19 654 домашних хозяйств и 25 284 жилых дома. Средняя плотность населения составляла около 284,38 человек на один квадратный километр. Расовый состав населённого пункта распределился следующим образом: 96,49 % белых, 0,93 % — чёрных или афроамериканцев, 0,34 % — коренных американцев, 0,48 % — азиатов, 0,05 % — выходцев с тихоокеанских островов, 0,89 % — представителей смешанных рас, 0,81 % — других народностей. Испаноговорящие составили 2,90 % от всех жителей статистически обособленной местности.
Из 19654 домашних хозяйств в 12,8 % воспитывали детей в возрасте до 18 лет, 55,3 % представляли собой совместно проживающие супружеские пары, в 6,1 % семей женщины проживали без мужей, 36,2 % не имели семей. 30,5 % от общего числа семей на момент переписи жили самостоятельно, при этом 20,4 % составили одинокие пожилые люди в возрасте 65 лет и старше. Средний размер домашнего хозяйства составил 2,03 человек, а средний размер семьи — 2,47 человек.
Население статистически обособленной местности по возрастному диапазону по данным переписи 2000 года распределилось следующим образом: 12,9 % — жители младше 18 лет, 3,7 % — между 18 и 24 годами, 16,7 % — от 25 до 44 лет, 24,2 % — от 45 до 64 лет и 42,5 % — в возрасте 65 лет и старше. Средний возраст жителей составил 60 лет. На каждые 100 женщин в Норт-Форт-Майерс приходилось 90,8 мужчин, при этом на каждые сто женщин 18 лет и старше приходилось 88,3 мужчин также старше 18 лет.
Средний доход на одно домашнее хозяйство статистически обособленной местности составил 33 508 долларов США, а средний доход на одну семью — 39 907 долларов. При этом мужчины имели средний доход в 28 449 долларов США в год против 22 435 долларов среднегодового дохода у женщин. Доход на душу населения статистически обособленной местности составил 33 508 долларов в год. 6,3 % от всего числа семей в населённом пункте и 9,9 % от всей численности населения находилось на момент переписи населения за чертой бедности, при этом 18,1 % из них были моложе 18 лет и 6,3 % — в возрасте 65 лет и старше.